# Рощепкіно
Роще́пкіно (рос. Рощепкино) — село у складі Александровського району Оренбурзької області, Росія.

## Населення
Населення — 24 особи (2010; 61 у 2002).
Національний склад (станом на 2002 рік):
- росіяни — 51 %
- башкири — 33 %